# Banc de Camden

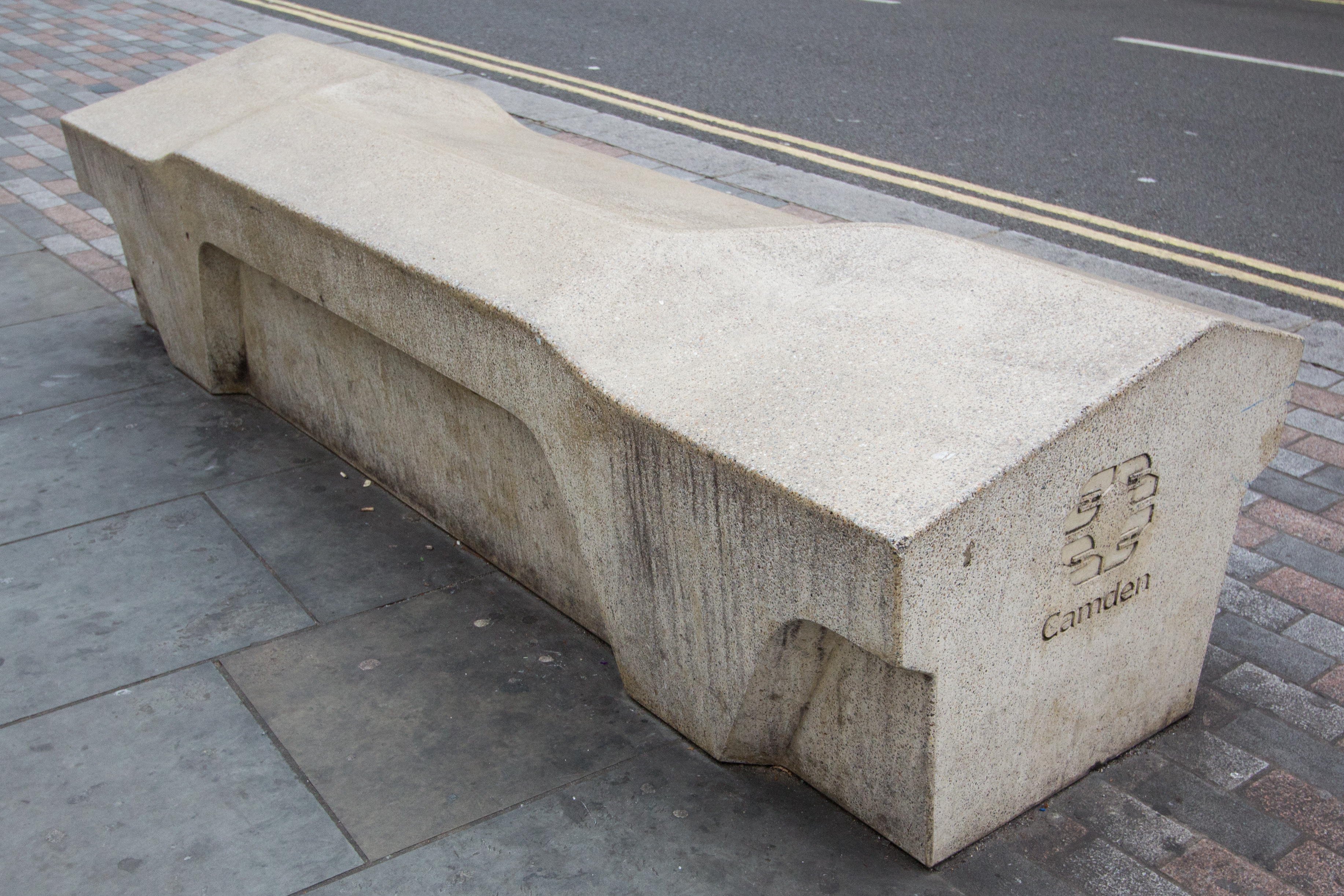
Un « banc de Camden ».

Un banc de Camden (en anglais : Camden bench) est un type de mobilier urbain en béton dont les premiers exemplaires ont été installés à Camden Town, dans le nord de Londres, en 2012.
Ces bancs sont conçus spécifiquement pour influencer le comportement du public en restreignant les comportements indésirables, un principe connu sous le nom « d'architecture hostile » ou plus directement de mobilier urbain anti-SDF. Il est donc à ce titre l'objet de critiques[Par qui ?].
Fabriqué par l'entreprise britannique Factory Furniture, le banc est conçu pour dissuader son utilisation comme lit, accessoire pour le skateboard ou encore support à graffiti[source insuffisante]. Il tente d'y parvenir principalement par des surfaces angulaires, une absence de niches (malgré des renfoncements) et des matériaux non perméables.
En raison de son poids il est également conçu pour fonctionner comme un barrage routier.